# Kawasaki Ninja 1000 SX
La Kawasaki Ninja 1000 SX (vendida en algunos mercados como Ninja 1000, Z1000S o Z1000SX) es una motocicleta de la serie Ninja del fabricante japonés Kawasaki vendida desde 2011. Aparte de su nombre, no tiene relación con la Ninja 1000R . producido entre 1986 y 1989 , o para otras motocicletas Ninja.
En general, se caracteriza como un hermano completamente carenado del Z1000 streetfighter , que comparte el mismo motor de 1.043 cc, refrigeración líquida, inyección electrónica de combustible, 16 válvulas, cuatro tiempos, cuatro en línea y estructura de doble tubo de aluminio, pero con ergonomía, almacenaje, depósito de combustible más grande y otros elementos de diseño más orientados al mercado sport touring . La Ninja 1000 también está equipada con un limitador de velocidad electrónico , no porque sea capaz de superar los 300 km/h (186 mph) acordados en el pacto de caballeros.pero aparentemente para mantener su velocidad máxima igual a la del Z1000 ilimitado y sin carenado.

## Clase
Kawasaki ha posicionado la moto como una "moto deportiva para el mundo real". Como el modelo no será homologado para carreras , los diseñadores fueron libres de hacer concesiones para el rendimiento en la calle. Por lo tanto, el Ninja 1000 tiene una posición de asiento vertical, un tanque de combustible grande y un parabrisas ajustable entre sus características, así como una transmisión diseñada para andar en la calle en lugar de competir. Sin embargo, conserva el motor grande y el estilo agresivo de una moto deportiva , y sus características de rendimiento se mantienen en el extremo deportivo del espectro, colocando su tipo de turismo deportivo más en competencia con motos como la Honda VFR1200F .o Triumph Sprint GT a diferencia de Kawasaki's Concours o Yamaha FJR1300 .

## Historia

### 2014-2016
Los aspectos más destacados de esta serie fueron la respuesta mejorada del acelerador y la adición de control de tracción de tres vías, junto con dos modos de potencia como estándar. El ABS también se ofreció como un extra opcional. Los frenos se cambiaron a Tokico con más mordida. La suspensión recibió una tasa de amortiguación revisada y los amortiguadores recibieron resortes más pesados, los cuales mejoran la calidad de conducción. Otras revisiones incluyeron cambios en los espejos, el asiento, las maletas e incluso algunos ajustes en el ruido de inducción.

### 2017-2019
La moto actualizada de 2017 recibió un carenado delantero más ancho y un parabrisas más alto, además de la adición de un faro LED más brillante que reemplazó a la luz halógena anterior. La nueva electrónica de alto nivel incluye la adición de una IMU de seis ejes que funciona con ABS y control de tracción, todo lo cual ahora se conoce como KTRC y KCMF (Kawasaki Cornering Management Function) de Kawasaki. El ABS ahora viene de serie. La nueva adición da como resultado un nuevo peso húmedo declarado de 518 lb (235 kg). Cumple con las normas Euro 4 , equipado con un nuevo estilo y capaz de competir con Suzuki GSX-S1000F , KTM 1290 Super Duke GT, MV Agusta Turismo Veloce y Ducati SuperSportde 2017, la moto contribuirá a la recuperación de la fuerza de la clase sport-touring.
Otros cambios incluyen un tablero rediseñado con indicador de posición de marcha, limitador de revoluciones cambiable y sensores de temperatura ambiente. El sistema de escape también se cambió para cumplir con las normas Euro 4.

### 2020 -
A diferencia de las versiones anteriores que tenían 2 nombres diferentes (Z 1000 SX o Ninja 1000) en diferentes países, el nombre Ninja 1000 SX ahora se usa en todos los países. Esta nueva versión tiene los siguientes cambios:
- Escape simple (en el lado derecho)
- Tablero de instrumentos TFT a color con conectividad Bluetooth
- Quickshifter arriba/abajo
- Euro 5 listo
- control de crucero
- Acolchado de asiento más grueso
- 4 modos de conducción: Sport, Road, Rain, Rider (configurable)
- Pista más corta (98 mm [3,9 in]) para mejorar aún más el manejo
- Partes internas de la horquilla revisadas para mejorar la absorción de impactos
- neumáticos S22
- Paseo por cable (acelerador electrónico)
- Perfiles de árbol de levas revisados con ruido de taqué reducido
- Dos embudos de admisión más cortos de 45 mm (1,8 in) en los cilindros uno y cuatro

## Especificaciones
|                                 | 2011 - 2013 | 2014 - 2016 | 2014 - 2016 | 2017 - 2019 | 2020 |
| Motor                           | Motor | Motor | Motor | Motor | Motor |
| ------------------------------- | --- | --- | --- | --- | --- |
| Tipo de motor                   | 1.043 cc Refrigerado por líquido, 4 tiempos Cuatro en línea | 1.043 cc Refrigerado por líquido, 4 tiempos Cuatro en línea | 1.043 cc Refrigerado por líquido, 4 tiempos Cuatro en línea | 1.043 cc Refrigerado por líquido, 4 tiempos Cuatro en línea | 1.043 cc Refrigerado por líquido, 4 tiempos Cuatro en línea                                                             |
| Diámetro x carrera              | 77,0 x 56,0 mm | 77,0 x 56,0 mm | 77,0 x 56,0 mm | 77,0 x 56,0 mm | 77,0 x 56,0 mm |
| Índice de compresión            | 11,8:1 | 11,8:1 | 11,8:1 | 11,8:1 | 11,8:1 |
| Sistema de válvulas             | DOHC, 16 válvulas | DOHC, 16 válvulas | DOHC, 16 válvulas | DOHC, 16 válvulas | DOHC, 16 válvulas |
| Sistema de combustible          | Inyección de combustible: φ38 mm x 4 (Keihin) con subaceleradores ovalados                                                                                                  | Inyección de combustible: φ38 mm x 4 (Keihin) con subaceleradores ovalados                                                                                                  | Inyección de combustible: φ38 mm x 4 (Keihin) con subaceleradores ovalados                                                                                                  | Inyección de combustible: φ38 mm x 4 (Keihin) con subaceleradores ovalados                                                                                                  | Inyección de combustible: φ38 mm x 4 (Keihin) con subaceleradores ovalados                                              |
| Encendido                       | Digital | Digital | Digital | Digital | Digital |
| Sistema de arranque             | Eléctrico | Eléctrico | Eléctrico | Eléctrico | Eléctrico |
| Lubricación                     | Lubricación forzada, cárter húmedo | Lubricación forzada, cárter húmedo | Lubricación forzada, cárter húmedo con enfriador de aceite | Lubricación forzada, cárter húmedo con enfriador de aceite | Lubricación forzada, cárter húmedo con enfriador de aceite                                                              |
| Frenos y Suspensión             | | | | | |
| Frenos                          | Delantero: discos lobulados dobles semiflotantes de 300 mm (12") montaje radial doble, 4 pistones opuestos Trasero: disco lobulado único de 250 mm (9,8 in) de pistón único | Delantero: discos lobulados dobles semiflotantes de 300 mm (12") montaje radial doble, 4 pistones opuestos Trasero: disco lobulado único de 250 mm (9,8 in) de pistón único | Delantero: discos lobulados dobles semiflotantes de 300 mm (12") montaje radial doble, 4 pistones opuestos Trasero: disco lobulado único de 250 mm (9,8 in) de pistón único | Delantero: discos lobulados dobles semiflotantes de 300 mm (12") montaje radial doble, 4 pistones opuestos Trasero: disco lobulado único de 250 mm (9,8 in) de pistón único | ya no tiene diseño de pétalos                                                                                           |
| Suspensión delantera            | Horquilla invertida de 41 mm (1,6 in) con compresión continua y amortiguación de rebote y ajuste de precarga del muelle                                                     | Horquilla invertida de 41 mm (1,6 in) con compresión continua y amortiguación de rebote y ajuste de precarga del muelle                                                     | Horquilla invertida de 41 mm (1,6 in) con compresión continua y amortiguación de rebote y ajuste de precarga del muelle                                                     | Horquilla invertida de 41 mm (1,6 in) con compresión continua y amortiguación de rebote y ajuste de precarga del muelle                                                     | Horquilla invertida de 41 mm (1,6 in) con compresión continua y amortiguación de rebote y ajuste de precarga del muelle |
| Suspensión trasera              | Back-link horizontal, carga de gas, con amortiguación de rebote continua y ajuste de precarga de resorte estilo leva                                                        | Back-link horizontal, carga de gas, con amortiguación de rebote continua y ajuste de precarga de resorte estilo leva                                                        | Back-link horizontal, carga de gas, con amortiguación de rebote continua y ajuste de precarga de resorte estilo leva                                                        | Back-link horizontal, carga de gas, con amortiguación de rebote continua y ajuste de precarga de resorte estilo leva                                                        | Back-link horizontal, carga de gas, con amortiguación de rebote continua y ajuste de precarga de resorte estilo leva    |
| Rendimiento y transmisión       | | | | | |
| transmisión                     | 6 velocidades, retorno, multidisco húmedo, manual, cadena sellada | 6 velocidades, retorno, multidisco húmedo, manual, cadena sellada | 6 velocidades, retorno, multidisco húmedo, manual, cadena sellada | 6 velocidades, retorno, multidisco húmedo, manual, cadena sellada | 6 velocidades, retorno, multidisco húmedo, manual, cadena sellada                                                       |
| Poder maximo                    | 101,5 kW (138 CV) a 9600 rpm | 104,5 kW (142 CV) a 10.000 rpm | 104,5 kW (142 CV) a 10.000 rpm | 104,5 kW (142 CV) a 10.000 rpm | 104,5 kW (142 CV) a 10.000 rpm                                                                                          |
| Tuerca maxima                   | 110 N⋅m (11,2 kgf⋅m) a 7800 rpm | 111 N⋅m (11,3 kgf⋅m) a 7300 rpm | 111 N⋅m (11,3 kgf⋅m) a 7300 rpm | 111 N⋅m (11,3 kgf⋅m) a 7300 rpm | 111 N⋅m (11,3 kgf⋅m) a 8000 rpm                                                                                         |
| 0 a 60 mph (0 a 97 km/h)        | 2,5 segundos | 2,5 segundos | 2,5 segundos | 2,5 segundos | 2,5 segundos |
| 0 a 1 ⁄ 4 mi (0. a 0.4 km)      | 10,5 seg | 10,4 seg | 10,4 seg | 10,4 seg | 10,4 seg |
| Economía de combustible         | 5,8 l/100 km | 5,8 l/100 km | 5,8 l/100 km | 5,8 l/100 km | 5,8 l/100 km |
| emisión de CO2                  | 159g/km | 159g/km | 159g/km | 159g/km | 135g/km |
| Marco y dimensiones             | | | | | |
| L x An x Al                     | 2105 x 790 x 1170/1230 (posición alta) mm | 2105 x 790 x 1170/1230 (posición alta) mm | 2105 x 790 x 1170/1230 (posición alta) mm | 2100 x 790 x 1185/1235 (posición alta) mm | 2100 x 825 x 1190/1225 (posición alta) mm                                                                               |
| Tipo de marco                   | Bitubular de aluminio | Bitubular de aluminio | Bitubular de aluminio | Bitubular de aluminio | Bitubular de aluminio                                                                                                   |
| Camino                          | 102mm | 102mm | 102mm | 102mm | 98mm |
| distancia entre ejes            | 1.445 mm | 1.445 mm | 1.445 mm | 1.440 mm | 1.440 mm |
| Recorrido de la rueda delantera | 120mm | 120mm | 120mm | 120mm | 120mm |
| Claridad del piso               | 135mm | 135mm | 135mm | 130mm | 135mm |
| Capacidad de combustible        | 19 litros | 19 litros | 19 litros | 19 litros | 19 litros |
| Altura del asiento              | 820mm | 820mm | 820mm | 815mm | 835mm |
| Recorrido de la rueda trasera   | 138mm | 138mm | 138mm | 144mm | 144mm |
| Llantas                         | Frente: 120/70ZR17M/C (58W) Trasero: 190/50ZR17M/C (73W) | Frente: 120/70ZR17M/C (58W) Trasero: 190/50ZR17M/C (73W) | Frente: 120/70ZR17M/C (58W) Trasero: 190/50ZR17M/C (73W) | Frente: 120/70ZR17M/C (58W) Trasero: 190/50ZR17M/C (73W) | Frente: 120/70ZR17M/C (58W) Trasero: 190/50ZR17M/C (73W)                                                                |
| Masa en bordillo                | 228 kg / 231 kg (ABS) | 230 kg / 231 kg (ABS) | 230 kg / 231 kg (ABS) | 235 kg | 235 kg |
| Ángulo de dirección             | 31° / 31° | 31° / 31° | 31° / 31° | 31° / 31° | 31° / 31° |